# Axerquía (Córdoba)
Se conoce como Axerquía (en árabe, Al-Sarquiyya, "el este") a una zona situada al este de la antigua medina de Córdoba que comprendía varios arrabales de la ciudad y cuya extensión llegó a superar a la de la propia medina.

## Historia

### Época musulmana
Los asentamientos en la zona que posteriormente ocupó la Axerquía existían desde época romana, cuando ya existían barrios residenciales (o vici) en la zona, como los encontrados en la plaza de la Corredera o en la calle Maese Luis. Sin embargo, es en el siglo IX, durante el Emirato de Córdoba, cuando la zona comienza a ser ocupada, conformando en sus inicios el arrabal de Sabular. El arrabal de Sabular nació al este de la medina, en torno a la vía de entrada principal a la ciudad por ese lado, y en él se sitúan dos mezquitas: una situada en la zona que más tarde ocupó la iglesia de San Nicolás de la Ajerquía y otra, ya destruida, cuyo alminar se conserva integrado en la iglesia de Santiago.
Un poco más al norte de este arrabal existía otro asentamiento de carácter mozárabe en torno a la basílica de los Tres Santos, donde actualmente se encuentra la basílica de San Pedro.
Para mediados del siglo X se contabilizaban hasta seis arrabales en la zona de la Axerquía: Sabular, Furn Burril, al-Bury, Munyat Abd Allah, rabad al-Zahira y Munyat al-Mugira. Precisamente a este último pertenecía la mezquita cuyo alminar puede verse integrado en la actual iglesia de San Lorenzo.
A diferencia de los arrabales situados al oeste de la ciudad, la Axerquía no sufrió los saqueos a cargo de los bereberes sucedidos en el siglo XI debido a la muralla que rodeaba al núcleo de población. Restos de este amurallado han sido encontrados junto a la antigua puerta de Baeza y en la avenida de las Ollerías, donde se encontraron restos de un torreón.

### Conquista cristiana
Las reformas realizadas en esta zona de la ciudad tras la toma de la ciudad por Fernando III hace difícil imaginar el trazado original, aunque por los restos encontrados en, por ejemplo, el huerto del palacio de Orive, se puede intuir una zona de barrios con viviendas acomodadas, amplios jardines y una baja densidad de población.